# 第38普通科連隊
第38普通科連隊（だいさんじゅうはちふつうかれんたい、JGSDF 38th Infantry Regiment）は、陸上自衛隊多賀城駐屯地（宮城県多賀城市）に連隊本部が駐屯する東北方面混成団隷下の普通科連隊である。

## 概要
連隊長は、1等陸佐（二）が充てられ、連隊本部、本部管理中隊、4個普通科中隊および重迫撃砲中隊により編成され、八戸駐屯地（青森県八戸市）に第3普通科中隊、第4普通科中隊を配置している。
1962年（昭和37年）8月に第5普通科連隊の一部を基幹として八戸駐屯地に新編された。新編時は、第9師団隷下であったが1999年（平成11年）3月に第6師団隷下となり多賀城駐屯地へ移駐、即応予備自衛官を主体に編成されるコア部隊となる。さらに2006年（平成18年）3月に東北方面混成団が新編されるとその隷下に編合され第6師団隷下を離れた。

## 沿革
- 1962年（昭和37年）8月15日：第5普通科連隊を基幹として第9師団に隷下に第38普通科連隊が八戸駐屯地に新編。
- 1990年（平成02年）3月26日：第9師団近代化改編に伴い、自動車化連隊に改編。
- 1998年（平成10年）9月7日：八戸駐屯地司令業務を第4地対艦ミサイル連隊長に移管。
- 1999年（平成11年）3月29日：第6師団隷下に編成替え。

1. 第38普通科連隊が八戸駐屯地から多賀城駐屯地へ移駐。
2. 即応予備自衛官指定部隊（コア部隊）に改編。

- 2006年（平成18年）3月27日：東北方面混成団隷下に編成替え。

1. 第3普通科中隊、第4普通科中隊が多賀城駐屯地から八戸駐屯地に移駐。
2. 整備部門を東北方面後方支援隊第301普通科直接支援中隊へ移管。

## 部隊編成
特記ないものは多賀城駐屯地内に所在する。
- 第38普通科連隊本部
- 本部管理中隊「38普-本」
- 第1普通科中隊「38普-1」：軽装甲機動車、81mm迫撃砲 L16
- 第2普通科中隊「38普-2」：高機動車、81mm迫撃砲 L16
- 第3普通科中隊「38普-3」（八戸駐屯地）：高機動車、81mm迫撃砲 L16
- 第4普通科中隊「38普-4」（八戸駐屯地）：高機動車、81mm迫撃砲 L16
- 重迫撃砲中隊「38普-重」：120mm迫撃砲 RT

## 整備支援部隊
- 東北方面後方支援隊第301普通科直接支援中隊「301普直支」（多賀城駐屯地）：2006年（平成18年）3月27日から

## 主要幹部
| 官職名           | 階級    | 氏名   | 補職発令日     | 前職                       |
| ---------------- | ------- | ------ | -------------- | -------------------------- |
| 第38普通科連隊長 | 1等陸佐 | 谷雅和 | 2025年08月01日 | 東北方面指揮所訓練支援隊長 |

| 代 | 氏名       | 在職期間                        | 前職                                                | 後職                                       |
| -- | ---------- | ------------------------------- | --------------------------------------------------- | ------------------------------------------ |
| 01 | 斉藤常重   | 1962年08月15日 - 1964年03月15日 | 第5普通科連隊長 兼 八戸駐とん地司令                 | 陸上自衛隊幹部学校総務部長                 |
| 02 | 中山生藤   | 1964年03月16日 - 1966年03月15日 | 陸上自衛隊幹部候補生学校教育部長                    | 陸上自衛隊富士学校総務部長                 |
| 03 | 三輪敏夫   | 1966年03月16日 - 1967年07月16日 | 陸上自衛隊富士学校 総合教育部副部長 兼 同部教務課長 | 檜町駐とん地業務隊長                       |
| 04 | 青山基三   | 1967年07月17日 - 1969年07月15日 | 中部方面総監部業務室長                              | 陸上自衛隊関西地区補給処副処長             |
| 05 | 松木秀夫   | 1969年07月16日 - 1971年03月15日 | 陸上自衛隊調査学校勤務                              | 陸上自衛隊幹部学校研究員                   |
| 06 | 渡辺甫     | 1971年03月16日 - 1973年03月15日 | 第11師団司令部第3部長                               | 陸上幕僚監部第1部広報班長                  |
| 07 | 岡本斌     | 1973年03月16日 - 1975年03月16日 | 東北方面総監部業務室長                              | 東北方面総監部監察官                       |
| 08 | 成重光國   | 1975年03月17日 - 1977年03月15日 | 自衛隊東京地方連絡部募集課長                        | 西部方面総監部第1部長                      |
| 09 | 林寅三郎   | 1977年03月16日 - 1978年06月30日 | 陸上自衛隊幹部学校学校教官                          | 陸上自衛隊幹部候補生学校副校長 兼 企画室長 |
| 10 | 湯野正雄   | 1978年07月01日 - 1980年03月16日 | 陸上幕僚監部調査部付                                | 陸上自衛隊幹部候補生学校副校長 兼 企画室長 |
| 11 | 守屋保     | 1980年03月17日 - 1982年03月15日 | 陸上自衛隊富士学校普通科部 研究課長                 | 陸上自衛隊幹部学校研究員                   |
| 12 | 阿部賢吉   | 1982年03月16日 - 1983年07月31日 | 陸上幕僚監部調査部調査第2課 調査第2班長             | 東部方面総監部防衛部長                     |
| 13 | 青山昌嗣   | 1983年08月01日 - 1986年03月16日 | 陸上自衛隊富士学校学校教官                          | 自衛隊静岡地方連絡部長                     |
| 14 | 近藤一郎   | 1986年03月17日 - 1988年03月31日 | 陸上幕僚監部教育訓練部付                            | 防衛大学校訓練部訓練課長                   |
| 15 | 小林壽     | 1988年04月01日 - 1990年03月15日 | 陸上幕僚監部調査部勤務                              | 第5師団司令部幕僚長                        |
| 16 | 徳留勝     | 1990年03月16日 - 1992年08月02日 | 陸上自衛隊幹部学校学校教官                          | 自衛隊千葉地方連絡部長                     |
| 17 | 滝尾敏顯   | 1992年08月03日 - 1995年03月31日 | 陸上自衛隊幹部学校総務部総務課長                    | 守山駐屯地業務隊長                         |
| 18 | 萱沼周輔   | 1995年04月01日 - 1996年06月30日 | 陸上幕僚監部人事部援護業務課 援護班長               | 東部方面総監部人事部長                     |
| 19 | 庄田豊     | 1996年07月01日 - 1998年03月31日 | 自衛隊山形地方連絡部長                              | 西部方面総監部防衛部長                     |
| 20 | 青木博     | 1998年04月01日 - 1998年09月06日 | 陸上幕僚監部調査部調査課 調査運用室勤務             | 陸上自衛隊幹部学校研究員                   |
| 21 | 高峯秀之   | 1998年09月07日 - 2001年07月31日 | 陸上幕僚監部教育訓練部訓練課 評価班長               | 陸上自衛隊幹部学校総務部長                 |
| 22 | 奥山正登   | 2001年08月01日 - 2003年07月31日 | 第2陸曹教育隊長                                     | 練馬駐屯地業務隊長                         |
| 23 | 三浦誠哉   | 2003年08月01日 - 2004年11月30日 | 自衛隊体育学校企画室長                              | 統合幕僚学校学校教官                       |
| 24 | 岩嵜静敏   | 2004年12月01日 - 2007年07月31日 | 陸上自衛隊幹部学校教育部教務課長                    | 東北方面混成団付                           |
| 25 | 川口恒美   | 2007年08月01日 - 2009年07月31日 | 陸上自衛隊関東補給処装備計画部 企画課長             | 陸上自衛隊研究本部主任研究開発官           |
| 26 | 栗山秀光   | 2009年08月01日 - 2011年04月18日 | 第3陸曹教育隊長                                     | 第1空挺団本部付                            |
| 27 | 武者孝志   | 2011年04月19日 - 2013年04月01日 | 東北方面総監部総務部総務課長                        | 退職（勧奨）                               |
| 28 | 大窪俊秀   | 2013年04月01日 - 2014年11月30日 | 陸上自衛隊北海道補給処装備計画部 企画課長           | 北部方面混成団副団長                       |
| 29 | 齊藤豊文   | 2014年12月01日 - 2016年07月31日 | 自衛隊宮城地方協力本部募集課長                      | 仙台駐屯地業務隊長                         |
| 30 | 下畑宏     | 2016年08月01日 - 2018年07月31日 | 情報本部                                            | 情報本部                                   |
| 31 | 齋藤篤史   | 2018年08月01日 - 2021年07月31日 | 陸上自衛隊教育訓練研究本部研究員                    | 陸上自衛隊教育訓練研究本部勤務             |
| 32 | 佐々木裕治 | 2021年08月01日 - 2023年03月12日 | 仙台駐屯地業務隊長                                  | 退職（陸将補昇任）                         |
| 33 | 廣田耕士朗 | 2023年03月13日 - 2025年07月31日 | 陸上自衛隊小平学校法務教育部長                      | 東部方面指揮所訓練支援隊長                 |
| 34 | 谷雅和     | 2025年08月01日 -                | 東北方面指揮所訓練支援隊長                          |                                            |

## 主要装備
- 軽装甲機動車
- 高機動車
- 1/2tトラック / 73式小型トラック
- 1 1/2tトラック / 73式中型トラック
- 3 1/2tトラック / 73式大型トラック
- 89式5.56mm小銃
- 5.56mm機関銃 NIMINI
- 12.7mm重機関銃M2
- 01式軽対戦車誘導弾
- 87式対戦車誘導弾
- 81mm迫撃砲 L16
- 120mm迫撃砲 RT